# Antoinette de Mérode

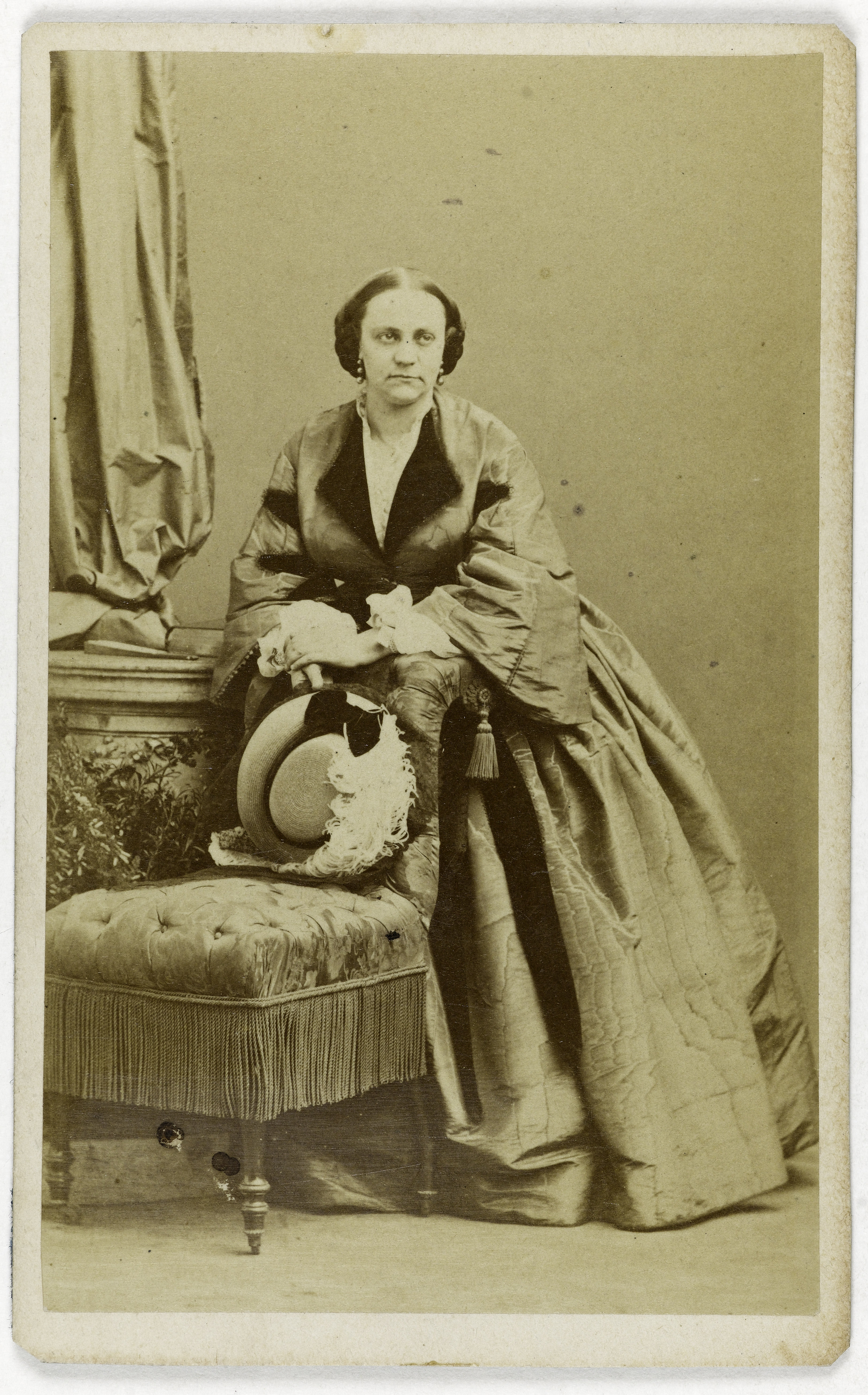
Antoinette de Merode

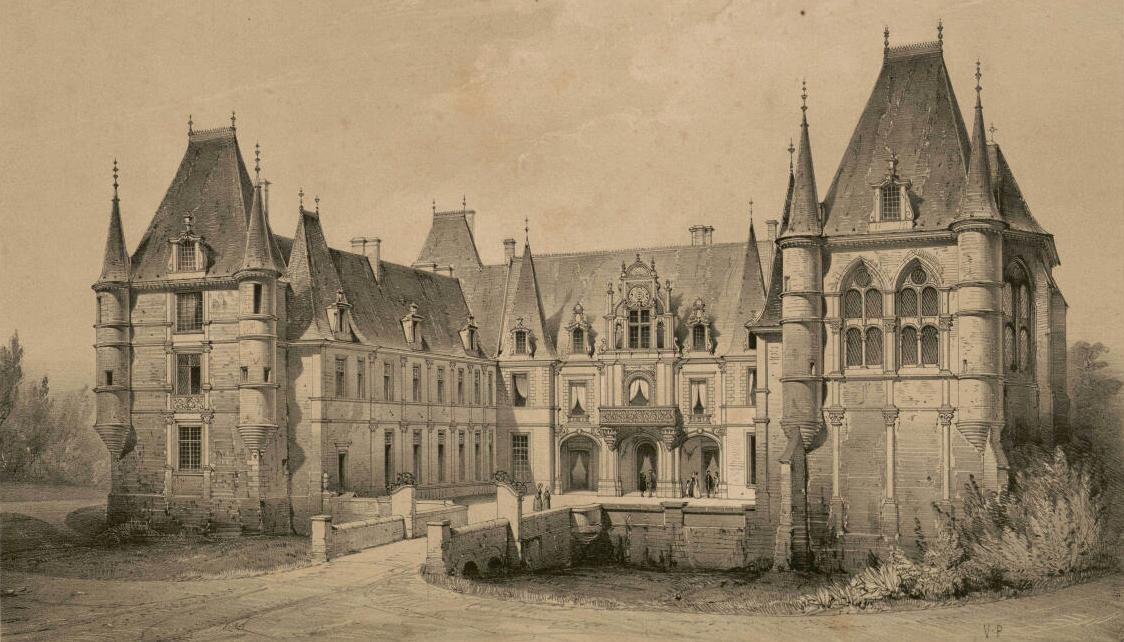
Château de Marchais

Antoinette Ghislaine de Mérode (* 28. September 1828 in Brüssel; † 10. Februar 1864 in Paris) war Fürstin von Monaco.
Sie wurde als Tochter von Graf Werner de Merode (1797–1840) und dessen Ehefrau Gräfin Victoire von Spangen d’Uyternesse (1797–1845) geboren.
Am 28. September 1846 heiratete sie den späteren Fürsten Charles III. Aufgrund ihrer großen Mitgift konnte dieser die Verschönerung von Monte Carlo finanzieren, wodurch das Fürstentum für ausländische Touristen attraktiver wurde. Sie erwarb 1854 auch das Schloss Marchais in der nordfranzösischen Picardie, das näher an den Besitzungen der Familie Mérode in Nordfrankreich und Belgien lag und noch heute im Besitz der Familie Grimaldi ist.
Am 13. November 1848 brachte sie Prinz Albert, den späteren Fürsten Albert I., zur Welt. 
Sie starb am 10. Februar 1864 und wurde in der Kathedrale von Monaco beigesetzt.